# 秀山街道
秀山街道，是中华人民共和国云南省玉溪市通海县下辖的一个街道办事处。

## 行政区划
秀山街道下辖以下地区：
滨湖社区、庆丰社区、泰和社区、秀麓社区、东苑社区、桑园社区、城郊社区、黄龙社区、东村社区、万家社区、大树社区、六一社区、长河社区和金山社区。